# Élections municipales de 2008 dans l'Allier
Les élections municipales françaises de 2008 ont eu lieu le 9 et 16 mars 2008. Le département de l'Allier comptait 320 communes, dont 14 de plus de 3 500 habitants où les conseillers municipaux étaient élus selon un scrutin de liste avec représentation proportionnelle.

## Maires élus
Les maires élus à la suite des élections municipales dans les communes de plus de 3 500 habitants :
| Communes                  | Population | Maire sortant         | Parti | Parti | Maire élu             | Parti | Parti   |
| ------------------------- | ---------- | --------------------- | ----- | ----- | --------------------- | ----- | ------- |
| Montluçon                 | 38 978     | Daniel Duglery        |       | UMP   | Daniel Duglery        |       | UMP     |
| Vichy                     | 25 090     | Claude Malhuret       |       | UMP   | Claude Malhuret       |       | UMP     |
| Moulins                   | 19 837     | Pierre-André Périssol |       | UMP   | Pierre-André Périssol |       | UMP     |
| Cusset                    | 13 152     | René Bardet           |       | PCF   | René Bardet           |       | PCF     |
| Yzeure                    | 12 867     | Guy Chambefort        |       | PS    | Guy Chambefort        |       | PS      |
| Domérat                   | 8 980      | Jean Desgranges       |       | PCF   | Marc Malbet           |       | PS      |
| Bellerive-sur-Allier      | 8 562      | Jean-Michel Guerre    |       | PS    | Jean-Michel Guerre    |       | PS      |
| Commentry                 | 6 723      | Jean-Louis Gaby       |       | UMP   | Jean-Louis Gaby       |       | UMP     |
| Gannat                    | 5 853      | Louis Huguet          |       | PS    | Louis Huguet          |       | PS      |
| Saint-Pourçain-sur-Sioule | 5 030      | Bernard Coulon        |       | DVD   | Bernard Coulon        |       | DVD     |
| Désertines                | 4 406      | Lucien Dubuisson      |       | PCF   | Lucien Dubuisson      |       | PCF     |
| Avermes                   | 3 802      | René Charette         |       | PS    | Alain Denizot         |       | PS      |
| Varennes-sur-Allier       | 3 675      | Pierre Courtadon      |       | PCF   | Pierre Courtadon      |       | PCF     |
| Saint-Germain-des-Fossés  | 3 655      | Gérard Bertucat       |       | UMP   | Michel Guyot          |       | DVD     |
| Creuzier-le-Vieux         | 3 208      | Jean-Claude Tuloup    |       | PCF   | Jean-Claude Tuloup    |       | PCF     |
| Dompierre-sur-Besbre      | 3 184      | François Colcombet    |       | PS    | Pascal Vernisse       |       | App. PS |
| Lapalisse                 | 3 175      | Louis Villecourt      |       | UMP   | Jacques de Chabannes  |       | PRG     |

## Résultats

### Résultats en nombre de maires
| Partis       | Partis                            | Maires sortants | Maires élus | Évolution |
| ------------ | --------------------------------- | --------------- | ----------- | --------- |
|              | Parti communiste français         | 6               | 6           | 0         |
|              | Parti socialiste                  | 4               | 4           | 0         |
|              | Parti radical de gauche           | 0               | 1           | +1        |
| Total gauche | Total gauche                      | 10              | 11          | +1        |
|              | Union pour un mouvement populaire | 6               | 4           | -2        |
|              | Divers droite                     | 1               | 2           | +1        |
| Total droite | Total droite                      | 7               | 6           | -1        |
| Total        | Total                             | 17              | 17          |           |